# Důl Schöller
Důl Schöller (někdy též Schoeller) v minulosti nazývaný také Důl Nejedlý, či Důl Klement Gottwald, je bývalý černouhelný důl ležící severozápadně od města Libušín v blízkosti bývalého hradiště Libušín v okrese Kladno ve Středočeském kraji. Byl hlouben v letech 1895 až 1902. Těžba byla ukončena v roce 2002.

## Historie
V roce 1895 bylo zahájeno vrtání a 1. srpna 1896, v hloubce 495 metrů byla navrtána uhelná sloj mocná 10 metrů. V době vrtání byl veden překop z dolu Jan. 10. června 1899 se započalo s hloubením jámy Schoeller v místech vrtu, kterým byla odváděna voda a čerpána dolem Jan. Hloubení prováděla dolující společnost Mirošovské kamenouhelné těžařstvo, které se v době hloubení jámy přejmenovalo na Mirošov – Libušín – Svatoňovické těžařstvo. Jáma měla kruhový profil o vnitřním průměru pět metrů. 31. října 1901 byla jáma dohloubena na konečných 533,3 metrů. Těžní věž a jámová budova N I jsou od roku 2001 chráněné jako kulturní památka.

### Historická zajímavost
Ve druhé půli 50. let 20. století na tomto dole pracoval jako "lázeňský" Václav Mrázek, sériový vrah, který byl po řadě svých zločinů odhalen víceméně náhodou poté, co byl v březnu 1957 přistižen při vykrádání v šatně odložených civilních šatů horníků. Původně byl obviněn pouze z krádeží zde, při vyšetřování však poměrně rychle vyšla najevo celá šíře jeho trestné činnosti. V závěru roku 1957 byl za sedm prokázaných vražd a 120 dalších trestných činů (několik znásilnění a dále převážně krádeží) popraven.

## Pojmenování
V roce 1946 byl důl znárodněn a přejmenován na důl Nejedlý. Jáma Schöller je od roku 1962 značena jako Nejedlý I. Název jámy, respektive její označení, se neměnilo. Pouze název dolu se měnil. Od Dolu Nejedlý, n. p., na Důl Klement Gottwald, n. p., později koncernový podnik, pak krátce státní podnik a nakonec Důl Kladno, státní podnik.

## Těžba

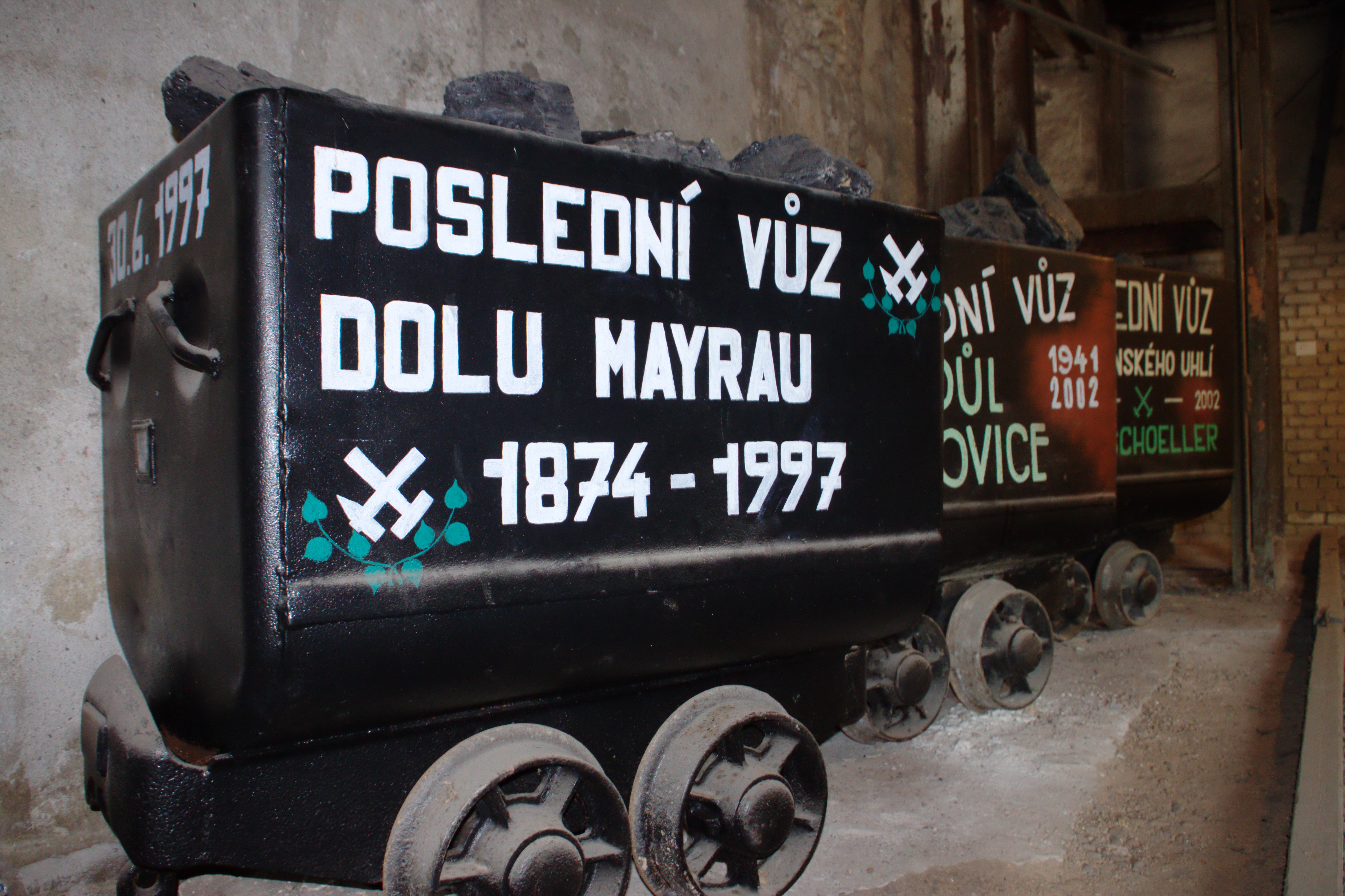
Poslední vozy dolu Mayrau, Tuchlovice a Schöller v Hornickém skanzenu Mayrau

Pravidelná těžba byla zahájena 15. února 1902. Důl měl čtvercovou kompozici, v jejímž středu se nalézala jámová budova s ocelovou těžní věží. Jámová budova měla novorenesanční fasádu s tympanony a měla velký počet vysokých oken. V roce 1905 důl koupila Pražská železářská společnost, která nedaleko vystavěla elektrárnu. Od roku 1901 byl důl také propojen vlečkou s nádražím Buštěhradské dráhy Kamenné Žehrovice. Na vlečku navazovala úzkorozchodná trať do Smečna a Slaného. V roce 1915 byl důl překopem propojen s dolem Wannieck. Těžba na této jámě skončila v roce 1973 po dohloubení sousední jámy. Od té doby sloužila jen pro větrání. Sousední jáma Nejedlý III byla hloubena v letech 1968–1972. Dohloubena byla na konečných 638,66 metrů. Měla kruhový profil o průměru 7,5 metru a začala těžit v roce 1973. Ve snaze koncentrovat těžbu uhlí se jáma postupně propojovala překopy s doly Prago, Mayrau, Max a Ronna, v roce 1997 byla propojena i s dolem Tuchlovice. Ze všech okolních dolů bylo uhlí vyváženo jamou Nejedlý III a zpracováno ve zdejší centrální úpravně uhlí. Spolu s novou jámou bylo zrekonstruováno nádraží Kamenné Žehrovice a důl byl rozšířen o řadu dalších objektů, postavena byla nová těžní věž, strojovna, kompresovna, třídička, zásobníky uhlí, kotelna a pětipatrová budova hornických koupelí a šaten. Posledním novým objektem byla stavba Stravzrav postavená stavitelem Vlčkem v osmdesátých letech 20. století. Kromě černého uhlí se zde těžil i lupek. V dole pracovali vězni z věznice Vinařice, kteří sem dlouhá léta byli na každou směnu dováženi dvěma zamřížovanými autobusy RTO.

## Uzavření dolu
Právě v Libušíně se ukončením těžby na dole Schöller definitivně uzavřela éra uhelného hornictví na Kladensku. 29. listopadu 2001 se zde vznítila metanovýbušná směs, výbuch si vyžádal čtyři lidské životy. Po této katastrofě byl důl zařazen mezi plynující, což především znamenalo povinnost zavést vyšší bezpečnostní opatření. To by s sebou neslo velké náklady, proto bylo začátkem roku 2002 rozhodnuto o ukončení těžby. Poslední uhelný vůz vůbec celého kladenského uhelného revíru vyjel na povrch 29. června 2002.